# Otokar
Otokar – imię męskie pochodzenia germańskiego, złożone z elementów od (zdrowie, dobrobyt) i wakar (czujny, baczny). 
Istnieje dwóch świętych patronów tego imienia: Otokar z Tegernsee, zmarły w 771, i Otokar III, margrabia Traungau, zmarły w 1164.
Otokar imieniny obchodzi 26 lutego i 9 maja.

## Znane osoby noszące imię Otokar
- Przemysł Ottokar I
- Przemysł Ottokar II
- Otokar Březina
- Ottokar Brzoza-Brzezina
- Otokar Fischer
- Otokar Keršovani
- Otokar Mokrý
- Otokar Balcy